# Philip Curtis
Philip Delacourt Curtis (* 23. Juni 1920 in Westcliff-on-Sea, Essex, England; † 10. November 2012 ebenda) war ein britischer Lehrer und Jugendbuchautor.
Curtis unterrichtete zunächst an der Earls Hall Junior School in Westcliff-on-Sea, dann als stellvertretender Direktor und schließlich als Direktor an der Edward Francis Junior School in Rayleigh. Internationale Bekanntheit erlangte er mit seiner Science-Fiction-Buchreihe Mister Browser.
Curtis starb am 10. November 2012 im Alter von 92 Jahren in Westcliff-on-Sea.

## Werke

### Deutschsprachige Bücher
- 1988: Mister Browser und die Gripsanspitzer
- 1988: Mister Browser und die Minimeteoriten
- 1990: Die Rache der Gripsanspitzer
- 1991: Die Gripsanspitzer schlagen zu

### Englischsprachige Bücher

#### Buchreihe Mr. Browser
- 1979: Mr. Browser and the Brain Sharpeners (London: Andersen Press), US-Ausgabe: Invasion of the Brain Sharpeners (New York: Alfred A Knopf, 1980)
- 1979: Beware of the Brain Sharpeners (London: Andersen Press)
- 1980: Mr. Browser Meets the Burrowers (London: Andersen Press), US-Ausgabe: Invasion from Below the Earth (New York: Alfred A Knopf, 1981)
- 1981: Mr. Browser and the Comet Crisis (London: Andersen Press), US-Ausgabe: Invasion of the Comet People (New York: Alfred A Knopf, 1983)
- 1982: The Revenge of the Brain Sharpeners (London: Andersen Press)
- 1983: Mr. Browser and the Mini-Meteorites (London: Andersen Press)
- 1985: Mr. Browser in the Space Museum (London: Andersen Press)
- 1986: Bewitched by the Brain Sharpeners (London: Andersen Press)
- 1987: The Brain Sharpeners Abroad (London: Andersen Press)
- 1988: Chaos Comes to Chivvy Chase (London: Andersen Press)
- 1989: Mr. Browser and the Space Maggots (London: Andersen Press)
- 1989: Mr. Browser Meets the Mind Shrinkers (London: Andersen Press)

#### Sonstige
- 1985: The Quest of the Quidnuncs (London: Andersen Press)
- 1990: Pen Friend from Another Planet (London: Andersen Press)
- 1991: Welcome to the Giants (London: Andersen Press)
- 2000: A Gift from Another Galaxy (London: Andersen Press)